# بيرييياليون (كورينثيا)
بيرييياليون (Περιγιάλιον) هي مدينة في كورينثيا في مقاطعة كينتريكي إلادا في اليونان.